# Волосюк, Валерий Константинович
Волосюк Валерий Константинович (родился 29 мая 1943 года, Алтайский край, станция Топчиха) — доктор технических наук (1996), профессор (1997) кафедры аэрокосмических радиоэлектронных систем Харьковского авиационного института. Специалист в области теории принятия решений, статистической теории радиотехнических систем, радиолокации, цифровой обработки сигналов и радиофизики.

## Биография
Родился в Алтайском крае, где его мать, уроженка Полтавской области, находилась в эвакуации. (Отец — Волосюк Константин Кузьмич — погиб на фронте 28 июля 1944 года). Детство и юность провел в Красном Лимане Донецкой области.
В 1960 года поступил в Харьковский авиационный институт на электро-радиотехнический факультет, после окончания которого в 1966 году оставлен для работы ассистентом на кафедре «Приемопередающие устройства». В декабре 1969 года поступил в аспирантуру.
С декабря 1972 по октябрь 1977 года — младший научный сотрудник, ассистент, старший преподаватель.
В 1973 году защитил кандидатскую диссертацию.
С октября 1977 по сентябрь 1997 год — доцент кафедры «Приемопередающие устройства».
В 1996 году защитил докторскую диссертацию.
С июля 1997 года и по настоящее время — профессор кафедры «Аэрокосмических радиоэлектронных систем».

## Научные достижения
Специалист в области статистической теории радиотехнических систем дистанционного зондирования и радиолокации. В его научные интересы входит широкий круг современных проблем, касающихся радиолокационного картографирования земной поверхности, радиофизических измерений электрофизических параметров и статистических характеристик природных сред, измерения параметров земных покровов по данным регистрации их собственного радиотеплового излучения, повышения точности и эффективности пространственно-временной обработки сигналов самолётных и ракетно-космических систем с синтезированной апертурой.
Среди результатов — разработка теории решения задач пространственно-временной обработки сверхширокополосных полей в системах радиолокации, дистанционного зондирования и радиоастрономии; результаты по комплексированию активных и пассивных радиосистем; предложил новые математические V-преобразования для анализа сверхширокополосных пространственно — временных сигналов и полей, а также статистического синтеза соответствующих радиотехнических систем; модифицированный статистический метод синтеза апертуры для картографирования поверхностей с аэрокосмических носителей. Также среди результатов — ряд новых теорем, обобщающих теорему Хинчина — Винера и Ван Циттерта — Цернике, применимых для исследования и обработки сверхширокополосных пространственно-временних сигналов и полей.
Автор и соавтор более 400 публикаций и двух монографий.

## Избранная библиография
- Волосюк В. К., В. Ф. Кравченко. Статистическая теория радиотехнических систем дистанционного зондирования и радиолокации : [монография]. — М. : Физматлит, 2008, 704 с.
- Басараб М. А., Волосюк В. К., Горячкин О. В., Зеленский А. А., Кравченко В. Ф., Ксендзук А. В., Кутуза Б. Г. , Лукин В. В., Тоцкий А. В., Яковлев В. П.  Цифровая обработка сигналов и изображений в радиофизических приложениях : [монография]. — М. : Физматлит, 2007, 544 с.
- Волосюк В. К. Математический аппарат спектральных преобразований широкополосных и сверхширокополосных пространственно-временных сигналов и их функций когерентности. — Радіоелектронні і комп’ютерні системи. № 2, 2009, С. 15-24.
- Волосюк В. К. Преобразование полей и их корреляционных функций в спектральные характеристики протяженных источников широкополосного излучения. — Изв. вузов. Сер. Радиоэлектроника. 1993, т.36, № 6, с.27—30.
- Волосюк В. К. Спектральные преобразования широкополосных полей и их корреляционных характеристик. Приближение Френеля — Изв. вузов. Сер. Радиоэлектроника. 1994, т.37, № 8, с.58 — 66.
- V. K. Volosyuk. Transformation of fields and their correlation functions into spectral characteristics of extended sources of wideband radiation. — Radioelectronics and communications systems. Vol. 36, № 6, 1993, pp17–19. Allerton Press. New York.
- Volosyuk V. K. Spectral transformations of wideband fields and their Coherence Functions.- Radiophysics and quantum electronics. Vol.36, № 11, 1993, pp. 804–806.
- Волосюк В. К. Теорема о спектральных преобразованиях широкополосных полей и их корреляционных характеристик.- Радиотехника. 1996, № 3, с.74-80.